# 科尔德迈
科尔德迈（法語：Cordemais，法語發音：[kɔʁdəmɛ] ⓘ）是法国大西洋卢瓦尔省的一个市镇，位于该省中部偏西，卢瓦尔河北岸，属于南特区。

## 地理
科尔德迈（47°17'25"N, 1°52'44"W）面积37.2 平方千米，位于法国卢瓦尔河地区大区大西洋卢瓦尔省，该省份为法国西北部沿海省份，位于布列塔尼半岛东南部，北起伊勒-维莱讷省，西北接莫尔比昂省，西临大西洋，南至旺代省，东临曼恩-卢瓦尔省。
与科尔德迈接壤的市镇（或旧市镇、城区）包括：布埃、马尔维尔、勒佩勒兰、圣艾蒂安德蒙吕克、布列塔尼地区勒唐普勒、布列塔尼地区维尼厄。
科尔德迈的时区为UTC+01:00、UTC+02:00（夏令时）。

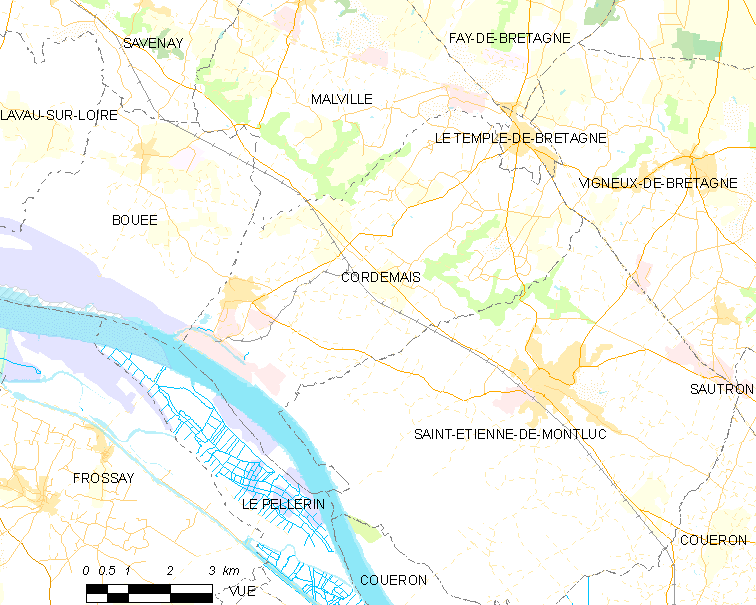
科尔德迈的OSM定位图

## 行政
科尔德迈的邮政编码为44360，INSEE市镇编码为44045。

## 政治
科尔德迈所属的省级选区为布兰县。

## 交通
图尔－圣纳泽尔铁路经过其境内并设站。

## 人口

1962-2008年间科尔德迈人口变化图示

科尔德迈于2022年1月1日时的人口数量为3954人。